# Gastón Bueno
Gastón Matías Bueno Sciutto (Montevideo, Uruguay, 2 de febrero de 1985) es un futbolista uruguayo. Juega como defensa central en el Racing Club de la Primera División de Uruguay.

## Inicios
Gastón comenzó a jugar al fútbol a una edad muy joven en Carrasco Lawn Tenis, luego siguió en club Relámpago y formó parte de la selección interbalnearea. 
Hizo las inferiores en Defensor Sporting Club y su potencial fue rápidamente identificado por Juan Tejera, quien lo hizo debutar en primera división en 2005.
A sus 36 años, El Zaguero, va a jugar en su décimo equipo. 
En Racing, equipo que milita la Segunda División Profesional de Uruguay.

## Estadísticas
| Club                 | País    | Año           | PJ  | Goles |
| -------------------- | ------- | ------------- | --- | ----- |
| Defensor Sporting    | Uruguay | 2005          | 1   | 0     |
| Sambenedetesse       | Italia  | 2005-2006     | 0   | 0     |
| Juventud             | Uruguay | 2007-2009     | 38  | 2     |
| Progreso             | Uruguay | 2009-2010     | 23  | 3     |
| Central Español      | Uruguay | 2010-2011     | 28  | 2     |
| Danubio              | Uruguay | 2011-2013     | 28  | 1     |
| Montevideo Wanderers | Uruguay | 2013-2017     | 133 | 2     |
| Danubio              | Uruguay | 2017-2018     | 43  | 0     |
| Montevideo Wanderers | Uruguay | 2019-2020     | 38  | 0     |
| Racing               | Uruguay | 2021-presente | 0   | 0     |
| Total                | Total   | 2005-presente | 351 | 10    |

- Datos: Q5876161